# Arti visive

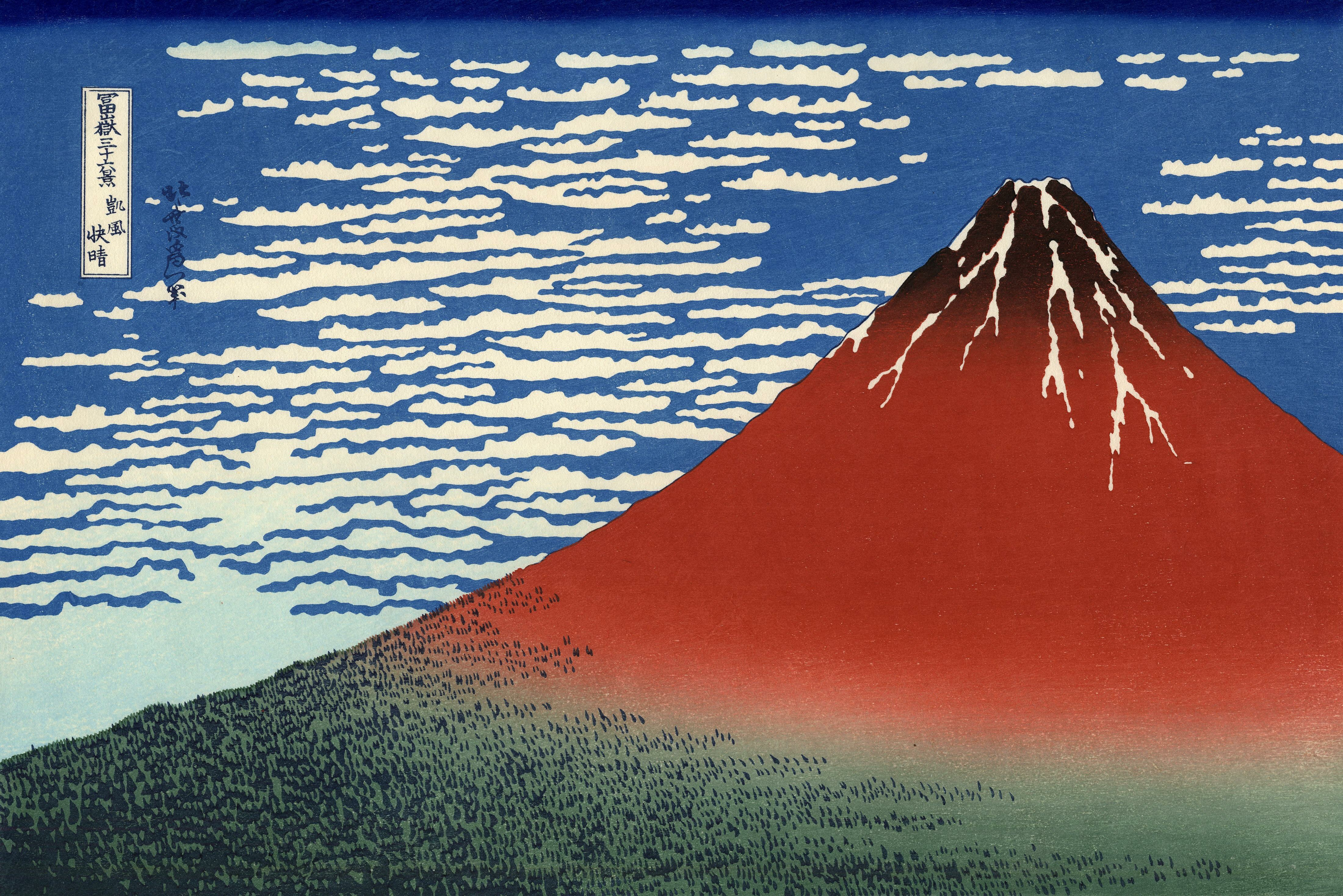
Vento del Sud, cielo sereno è una xilografia del gruppo Vedute del Monte Fuji di Hokusai: esempi di arte visiva

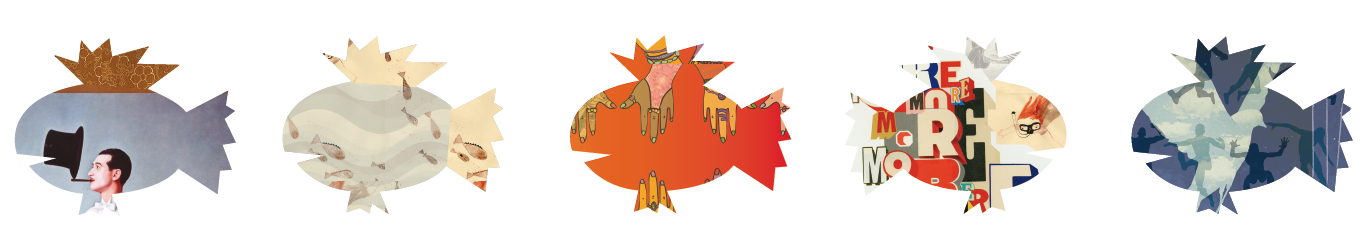
Un esempio di arte sperimentale che si avvale delle tecnologie informatiche (Paola Valori, "Fisches" 2014)

L'area delle arti visive (o arti visuali) raggruppa qualunque forma artistica che abbia come fulcro l'aspetto visivo dell'opera. Altre arti, quali il teatro, la musica o l'opera, costituiscono invece categorie a sé stanti di tipo figurativo, pur con confini non sempre ben definiti: vedi ad esempio la body art o l'arte interattiva, o anche il cinema, che può incorporare differenti forme artistiche e performative.
Nella società contemporanea la cultura visiva ha assunto un'enorme importanza; più recentemente l’arte digitale e la new media art hanno guadagnato un ruolo non trascurabile in una cultura sempre più dominata dal visuale. Nel multiforme scenario delle arti contemporanee le ultime tendenze digitali si stanno addentrando in un nuovo territorio dell'arte, che si pone oggi una sfida sempre più importante: quella di confermarsi uno specifico valore di mercato, aprendo nuove opportunità di fruizione e di consumo (dalle arti digitali alla fotografia digitale, dalla musica agli audiovisivi) «in un continuo confronto e in un continuo tentativo di superamento dell’arte contemporanea».
Dalla seconda metà del XX secolo, critici e storici dell'arte hanno preferito allargare la più generica espressione "arte figurativa" a quella più specifica di "arte visiva", riferita alla molteplicità di attività creative che non comprendono soltanto le tradizionali discipline come la pittura e la scultura. Il panorama dell'arte è dunque fortemente cambiato, pertanto rientrano nel campo delle arti visive anche la fotografia, la performance, la body art, l’assemblage, la video art, l’happening, la land art.

## Elenco di arti visive
Ecco una lista parziale di soggetti riferibili alle principali arti visive:
| Nome                                                 | Descrizione | Immagine |
| ---------------------------------------------------- | --- | --- |
| Architettura                                         | la disciplina che ha come scopo l'organizzazione dello spazio antropizzato in cui vive l'essere umano. | Palazzo De Parente di Gaetano Koch (1887) a piazza Cavour Roma |
| Pittura                                              | l'arte che consiste nell'applicare dei pigmenti a un supporto per lo più bidimensionale, come la carta, la tela, la ceramica, il legno, il vetro, una lastra metallica o una parete. | Primavera di Botticelli, Galleria degli Uffizi a Firenze |
| Disegno                                              | la rappresentazione grafica di oggetti reali o immaginari, di persone, di luoghi, di figure geometriche fatta con o senza intenti artistici | Un disegno del pittore Umberto Boccioni dal titolo Controluce (1910) |
| Grafica (Graphic design)                             | il prodotto della progettazione orientata alla comunicazione visiva. | Simboli grafici |
| Incisione                                            | una tecnica artistica. Può essere in cavo o in rilievo. | Albrecht Dürer, Rinoceronte, xilografia |
| Illustrazione                                        | una rappresentazione visiva che può avere la forma di un disegno, un dipinto, una fotografia o altra tecnica. | Una miniatura raffigurante un capolettera S, tratta dal breviario dell'Abbazia di Chertsey, XIV secolo. |
| Caricatura                                           | un disegno di solito a carattere umoristico o satirico che rappresenta una persona. | Caricatura del politico inglese Pitt e di Napoleone, mentre cercano di spartirsi il globo, 1805 di James Gillray |
| Fumetto                                              | un tipo di medium, solitamente cartaceo, con un proprio linguaggio formato da più codici, costituiti principalmente da immagini e testo, presente all'interno di nuvolette o in didascalie, che insieme generano la narrazione. | Esempio di pagina di fumetto di un supereroe statunitense degli anni quaranta. America's Best Comics #22 pag. 29 (giugno 1947)                                                                                                  |
| Glossopoiesi                                         | l'arte di creare linguaggi artificiali sviluppandone la fonologia, il vocabolario e la grammatica, sia essa una artistica, ausiliaria, logica o filosofica. | |
| Oreficeria                                           | l'arte della lavorazione dell'oro e di altri metalli preziosi, come l'argento colorato e il platino, per ottenere oggetti artistici. | Croce di Agilulfo |
| Intaglio                                             | consiste nel rimuovere, mediante l'utilizzo di appositi strumenti come le sgorbie o i bulini, materia principalmente dal legno ma anche fa da pietra, metalli e pietre dure, al fine di ornare oggetti e arredi o di creare opere d'arte. | Esempio di intaglio su legno (chiesa della Sacra Famiglia, Alcamo) |
| Intarsio                                             | un tipo di decorazione che si realizza accostando minuti pezzi di legni o altri materiali di colori diversi. Diffusa già nel Trecento, tra il 1440 e il 1550 raggiunge il massimo della fioritura, sviluppando quello che verrà definito da André Chastel "il cubismo del Rinascimento". | Benedetto da Maiano (attr.), tarsia con gabbia di uccelli, Studiolo di Federico da Montefeltro, Urbino |
| Calligrafia                                          | la disciplina che insegna a tracciare una scrittura regolare, elegante e ornata e l'arte che la manifesta. | Calligrafia cinese |
| Tessitura                                            | l'arte di costruire un tessuto, ottenuta con l'intreccio dei fili di ordito con quello di trama. | Abito ottocentesco proveniente dagli stabilimenti reali di San Leucio con al lato il telaio di Jacquard |
| Arte digitale                                        | un'opera o una pratica artistica che utilizza la tecnologia digitale come parte del processo creativo o di presentazione espositiva. | Irrational Geometrics, digital art 2008 di Pascal Dombis |
| Videoarte                                            | un linguaggio artistico basato sulla creazione e riproduzione di immagini in movimento mediante strumentazioni video. | Esempio di video art, 19179 |
| Fotografia d'arte                                    | una fotografia creata in linea con la visione del fotografo come artista, utilizzando la fotografia come mezzo di espressione creativa. L'obiettivo della fotografia artistica è esprimere un'idea, un messaggio o un'emozione. | Foto di sculture a Firenze, anche il David di Michelangelo, reinterpretata da Augusto De Luca, uno dei giovani fotografi che espose al Diaframma di Milano                                                                      |
| Cinema                                               | l'insieme delle arti, delle tecniche e delle attività industriali e distributive che producono come risultato commerciale un film. | La scena più celebre di Roma città aperta di Roberto Rossellini (1945), film simbolo del neorealismo |
| Scultura                                             | l'arte di dare forma ad un oggetto partendo da un materiale grezzo o assemblando tra loro differenti materiali. | David di Michelangelo |
| Origami                                              | l'arte di piegare la carta (折り紙 ori-gami, dal giapponese, oru piegare e kami carta) e, sostantivato, l'oggetto che ne deriva. | Gru realizzate con carta Origami |
| Scrittura asemica                                    | una forma di scrittura semantica aperta senza parole. | Scrittura asemica di Marco Giovenale |
| Animazione                                           | una tecnica che crea la percezione di movimento tramite immagini proposte allo spettatore in rapida successione temporale. | Una piccola animazione gif |
| Arte della ceramica                                  | arte realizzata con materiali ceramici, compresa l'argilla. | Grecia, Attica, Pittore di Trittolemo, kylix a figure rosse con il Festino di Apaturia (480 a.C. circa), Louvre |
| Collage                                              | la tecnica utilizzata per la realizzazione di opere di ogni livello (scolastico, ludico, artigianale, artistico, per esempio di arte povera, etc.) prodotte per mezzo di sovrapposizione di carte, fotografie, oggetti, ritagli di giornale o di rivista. | Kurt Schwitters, Das Undbild, 1919, Staatsgalerie Stuttgart |
| Arte concettuale                                     | qualunque espressione artistica in cui i concetti e le idee espresse siano più importanti del risultato estetico e percettivo dell'opera stessa. | |
| Decollage                                            | una tecnica artistica che consiste nel procedimento opposto al collage per cui, invece di aggiungere degli elementi all'opera, si parte da un oggetto artistico dal quale vengono staccate delle parti. | |
| Design - Fashion design - Garden design - Web design | Il design è la disciplina che si occupa della progettazione di oggetti fisici, digitali o concettuali, attraverso la stesura di un progetto che coniughi funzionalità ed estetica. Il fashion design si occupa della progettazione di oggetti di moda, il garden design della progettazione dei giardini e il web design della progettazione delle pagine web. Graphic design è di solito utilizzato per indicare la grafica. | Esempio di Interior Design · Garden design a Dublino |
| Ricamo                                               | sia l'attività artigianale del ricamare, sia il prodotto di quell'attività. Tale oggetto è un disegno, una decorazione o un ornamento creato con ago e filo su un tessuto. | Cuscino palestinese ricamato |
| Ready-made                                           | un oggetto disponibile sul mercato del quale un artista si appropria così com'è, ma privandolo della sua funzione utilitaristica. | Fontana, uno dei più famosi ready-made di Marcel Duchamp |
| Arte del vetro                                       | singole opere d'arte che sono sostanzialmente o interamente realizzate in vetro. | Coppa romana in vetro proveniente da una tomba di Emona (attuale Lubiana) |
| Graffiti                                             | una manifestazione sociale e culturale di pittura murale diffusa in tutto il pianeta, basata sull'espressione della propria creatività tramite interventi pittorici sul tessuto urbano, frequentemente considerati atti vandalici e puniti secondo le leggi vigenti. | Graffito "lungolinea" della metà degli anni '90 nei pressi di Roma |
| Installazione                                        | un genere di arte visiva sviluppatosi in epoca postmoderna. L'installazione è un'opera d'arte in genere tridimensionale; comprende media, oggetti e forme espressive di qualsiasi tipo installati in un determinato ambiente. | Rachel Whiteread, Embankment alla Tate Modern, Londra |
| Lacca                                                | La laccatura comprende contenitori piccoli o grandi, stoviglie, una varietà di piccoli oggetti trasportati da persone e oggetti più grandi come mobili e persino bare dipinte con lacca. | Diaoqi o piatto laccato intagliato con drago tra le nuvole, Cina, dinastia Ming, epoca Wanli (1573-1620) |
| Land art                                             | una forma d'arte contemporanea nata negli Stati Uniti d'America tra il 1967 e il 1968 caratterizzata dall'intervento diretto dell'artista sul territorio naturale, specie negli spazi incontaminati come deserti, laghi salati, praterie, mari ecc. | Spiral Jetty, dello scultore Robert Smithson |
| Mail art                                             | anche conosciuta con il termine arte postale, è un movimento artistico Popolare che usa il servizio postale come mezzo di distribuzione, tramite l'invio di opere generalmente di piccolo formato creando così un feed-back tra mittente e destinatario. | Mail art di György Galántai, 1981 |
| Tecnica mista (mixed media)                          | i media misti descrivono opere d'arte in cui è stato impiegato più di un mezzo o materiale. | Alberto Baumann, "L'eredità del Novecento" (1980) |
| Pietre in equilibrio                                 | una forma di espressione artistica consistente nella realizzazione di composizioni fatte con pietre poste in equilibrio una sull'altra, che in apparenza sembrano essere fisicamente impossibili. | |
| Street art                                           | Il termine è riferito a quelle forme di arte che si manifestano in luoghi pubblici, spesso illegalmente, nelle tecniche più disparate: bombolette spray, adesivi artistici, arte normografica, sculture ecc. La sostanziale differenza tra l'arte di strada e i graffiti si riscontra nella tecnica non per forza vincolata all'uso di vernice spray e al soggetto non obbligatoriamente legato allo studio della lettera, mentre il punto di incontro che spesso fa omologare le due discipline rimane il luogo e alle volte alcune modalità di esecuzione, oltre all'origine mediatica della terminologia (originariamente nota come graffitismo o writing). | Arte di strada di C215 su una cassetta delle lettere nel 5º arrondissement di Parigi in onore dell'eroe della resistenza francese Pierre Brossolette in collaborazione con il Centre des monument nationaux intorno al Panthéon |
| Tatuaggi                                             | sia una tecnica di decorazione pittorica corporale dell'uomo, sia la decorazione prodotta con tale tecnica. | Tatuaggio di un'ancora |
| Poesia visiva                                        | uno sviluppo della poesia concreta ma con le caratteristiche di intermedia in cui predominano il linguaggio non rappresentativo e gli elementi visivi. | La poesia visiva di Yusuf Bal "Casa dello studente" |
| Mosaico                                              | una tecnica policroma, ottenuta mediante l'utilizzo di frammenti di materiali, nata in Mesopotamia ed esportata nel mondo dell'antichità durante il periodo della dominazione ellenistica e romana. | Giovanni II e sua moglie Piroska. Mosaico all'interno di Santa Sofia |
| Olografia                                            | una tecnologia ottica di memorizzazione di un'informazione visiva sotto forma di un finissimo intreccio di frange di interferenza con impiego di luce laser coerente, opportunamente proiettata; l'immagine creata dalle frange di interferenza è caratterizzata da una illusione di tridimensionalità. | Testo a simmetria orizzontale, di Dieter Jung |
| Happening                                            | una forma d'arte contemporanea che nasce a opera di Allan Kaprow (18 Happenings in 6 Parts, New York, 1959) e si focalizza non tanto sull'oggetto ma sull'evento che si riesce ad organizzare: «L' "happening" è una forma di teatro in cui diversi elementi alogici, compresa l'azione scenica priva di matrice, sono montati deliberatamente insieme e organizzati in una struttura a compartimenti». | L'artista argentina Marta Minujín in un happening del 1965, Reading the news, in cui entrava nel Río de La Plata avvolta nei giornali                                                                                           |
| Performance art                                      | un'azione artistica, generalmente presentata ad un pubblico, che spesso investe aspetti di interdisciplinarità. | Liberazione di 1001 palloncini blu, "sculpture aérostatique" di Yves Klein |
| Assemblage                                           | una tecnica artistica in cui una composizione tridimensionale viene prodotta mettendo insieme oggetti, o parti di essi, generalmente applicati ad un supporto. | Werner Stürenburg, Nr. 5, 1968 |
| Body art                                             | tutte quelle forme artistiche che utilizzano il corpo come mezzo d'espressione e/o come linguaggio. Le forme più comuni di body art sono il tatuaggio o il body piercing. | Pittura del corpo |